# Нор-Кюрин
Нор-Кюрин (арм. Նոր Կյուրին) — село в Араратской области Армении.

## География
Село расположено в северо-западной части марза, к югу от автодороги , на расстоянии 23 километров к северо-западу от города Арташат, административного центра области. Абсолютная высота — 870 метров над уровнем моря.
Климат
Климат характеризуется как семиаридный (BSk в классификации климатов Кёппена).

## Население
| Год переписи | Население          | Население          | Население          | Население            | Население            | Население            |
| Год переписи | Наличное население | Наличное население | Наличное население | Постоянное население | Постоянное население | Постоянное население |
| Год переписи | Всего              | Мужчины            | Женщины            | Всего                | Мужчины              | Женщины              |
| ------------ | ------------------ | ------------------ | ------------------ | -------------------- | -------------------- | -------------------- |
| 2001         | 845                | 424                | 421                | 967                  | 494                  | 473                  |
| 2011         | 861                | 423                | 438                | 865                  | 427                  | 438                  |